# Gärsjön, Västmanland
Gärsjön är en sjö i Sala kommun i Västmanland och ingår i Norrströms huvudavrinningsområde. Sjön är 4,8 meter djup, har en yta på 0,164 kvadratkilometer och är belägen 91,1 meter över havet. Sjön avvattnas av vattendraget Gärsjöbäcken. Vid provfiske har abborre och gädda fångats i sjön.. Sjön ligger inom området för den stora skogsbranden i Västmanland 2014 och i Hälleskogsbrännans naturreservat.

## Delavrinningsområde
Gärsjön ingår i det delavrinningsområde (664492-152433) som SMHI kallar för Vid Q i Län punkt. Medelhöjden är 108 meter över havet och ytan är 22,49 kvadratkilometer. Det finns inga avrinningsområden uppströms utan avrinningsområdet är högsta punkten. Gärsjöbäcken som avvattnar avrinningsområdet har biflödesordning 3, vilket innebär att vattnet flödar genom totalt 3 vattendrag innan det når havet efter 179 kilometer. Avrinningsområdet består mestadels av skog (80 procent) och sankmarker (16 procent). Avrinningsområdet har 0,35 kvadratkilometer vattenytor vilket ger det en sjöprocent på 1,5 procent.